# Serhat (pevač)
Ahmet Serhat Hadžipašalioglu (tur. Ahmet Serhat Hacıpaşalıoğlu; 24. oktobar 1964), poznat kao Serhat, turski je pevač, producent i televizijski voditelj poznat kao dvostruki predstavnik San Marina na Pesmi Evrovizije.

## Mladost
Serhat je rođen 24. oktobra 1964. godine u Istanbulu u Turskoj. Njegov otac, Ismail Hakki, bio je pomorski oficir koji je rođen u Trabzonu gdje je rođena i njegova majka. Pohađao je osnovnu školu u Icadiyeu u Uskudaru, a potom i Deutsche Schule Istanbul (njemačku gimnaziju) u Beyoğlu. Diplomirao je na Stomatološkom fakultetu Univerziteta u Istanbulu 1988. godine. Godine 1990. završio je dva mjeseca obavezne vojne službe u Burduru.

## Karijera
Serhat je 1994. osnovao sopstvenu produkcijsku kuću End Productions. Nakon dogovora sa TRT-om, kompanija je postala producent kviza "Riziko!", turske verzije američkog kviza "Jeopardy!". Serhat je bio voditelj emisije koja je počela da emituje 3. oktobra 1994. Godine 1995. dobio je dvije nagrade: "Zlatni leptir", jednu za "Najboljeg voditelja godine" i jednu za "Najbolji kviz godine". Godine 1996. ponovo je dobio nagradu za "Najbolji kviz godine". "Riziko!" je imao preko 430 epizoda i završilo je krajem 1996. Emisija "Hedef 4" (turska verzija "Connect Four") koja je počela emitovati na TRT 1 1996. godine, i producirana je od strane End Productionsa. Godine 1997. počeo je producirati emisiju "Altına Hücum" (turska verzija "Midas Touch") za Kanal 6, koja se završila nakon 72 epizode iste godine. Godine 1998. "Riziko!" se vratio na televiziju i emitovan je na Kanalu 7, a voditelj je opet bio Serhat (sve do 2000. godine). U septembru 2005, Serhat je bio domaćin emisije "Kalimerhaba" sa Katerinom Moutsatsou. Krajem 2009. Serhat je stvorio plesni orkestar "Caprice the Show" sa 18 muzičara, sa kojim je imao brojne nastupe.
Sa svojom kompanijom organizuje i neke godišnje manifestacije kao što je muzički konkurs za srednje škole (1998.-danas), "Megahit-Međunarodni mediteranski konkurs za pesmu" (2002.-2004) i "Dance Marathon" (2009.-danas).

## Pevačka karijera
Svoju muzičku karijeru započeo je 1997. godine, sa pesmama "Ruia" i "Ben Bir Daha". 2004. je izdao novi singl pod nazivom "Total Disguise" sa francuskom pevačicom Viktor Lazlom u duetu. Godine 2005. snimio je pesmu "Chocolate Flavor" i pesma je objavljena sa "Total Disguise" kao singl u Grčkoj. Godine 2008. sarađivao je sa rusko-gruzijskom pevačicom Tamarom Gverdtsiteli sa kojom je snimio pesme "I Was So Lonely", "No No Never (Moscow-Istanbul)"  i "Ya + Ti" (ruska verzija "Total Disguise"). Ove pesme su objavljene kao singl.
Serhat je 2014. godine počeo da radi u Francuskoj i Nemačkoj. Tamo je izdao svoj novi singl, francusku pjesmu "Je m'adore", a spot je snimao u Parizu. 2018. godine je sa pobednicom Pesme Evrovizije 2005. godine Helenom Paprizu snimio pesmu "Total Disguise".

## Pesma Evrovizije
San Marino RTV objavio je 12. januara 2016. da će Serhat predstavljati San Marino na Evroviziji 2016 u Štokholmu. Dana 9. marta 2016. godine, predstavljena je njegova pesma "I Didn't Know", Nastupao je 10. maja 2016. godine u prvom polufinalu Evrovizije i nije se plasirao u finale, završivši na 12. mestu u polufinalu. Dana 2. novembra 2017. objavljena je disko verzija pesme "I Didn't Know" sa Martom Vaš.
San Marino RTV je 21. januara 2019. objavio da će Serhat ponovo predstavljati San Marino na Evroviziji 2019. u Tel Avivu. Istog dana, Serhat je objavio da radi na svom prvom studijskom albumu koji će biti objavljen u aprilu 2019. Na Pesmi Evrovizije je izveo pesmu "Say Na Na Na". Nastupio je u prvom polufinalu i plasirao se u finale u kojem je bio 19. sa 77 bodova. To je bilo drugo finale za San Marino (prvo od 2014. godine).

## Spoljašnje veze
- Zvanični veb-sajt